# Polystictus ridleyi
Polystictus ridleyi är en svampart som beskrevs av Massee 1906. Polystictus ridleyi ingår i släktet Polystictus och familjen Hymenochaetaceae.   Inga underarter finns listade i Catalogue of Life.